# Ulica Garbarska w Warszawie
Ulica Garbarska – jedna z ulic warszawskiego Powiśla, pierzeja rynku Mariensztackiego.
Nazwa, nadana oficjalnie w 1770, nawiązywała do mieszkających tutaj garbarzy.

## Historia
Ulica Garbarska powstała po roku 1740, w roku 1762 znalazła się w obrębie nowo powstałej jurydyki Mariensztadt. Przebiegała wtedy od ul. Krzywopobocznej, później, po jej skróceniu - od ul. Grodzkiej. Przed rokiem 1770 przy Garbarskiej wznosiło się 12 dworów drewnianych, oraz ratusz jurydyki Mariensztadt; początkowo drewniany, po roku 1784 - murowany. Do końca XVIII wieku powstały tu parterowe domy murowane; w roku 1829 drewnianych obiektów było tu już tylko cztery. W jednym z nich w roku 1822 urodził się poeta Teofil Lenartowicz.
Po roku 1843 w pobliżu wzniesiono Wiadukt Pancera; zamknął on optycznie ulicę Garbarską.
Niemal równocześnie, od roku 1847 porządkowano rynek Mariensztacki; w połowie wieku XIX przy zachodniej pierzei wznosił się tylko ratusz, istniejący do roku 1862.
Po tym czasie przez dłuższy czas nie było tu nowych inwestycji: dwa nowe domy powstały dopiero w latach 1891-92. W latach 1910–15 u zbiegu z ulicą Nowy Zjazd wybudowano olbrzymią kamienicę Taubenhausa, jedną z najwyższych w mieście. Wejście do tego ośmiopiętrowego budynku znajdowało się na wysokości czwartego piętra; wiódł doń pomost z nasypu Wiaduktu Pancera.
Ulica Garbarska przed rokiem 1939 miała handlowy charakter; sąsiadowała z rynkiem, na którym było targowisko. Rok 1939 nie przyniósł wielkich zniszczeń; w 1944 spłonęły kamienice 3 i 5. Ocalała kamienica Trachtenberga, rozebrana niestety wraz z budową osiedla Mariensztat w latach 1948-1949, zlikwidowano wtedy także jedną z przecznic Garbarskiej - ulicę Pustą. Obecna, socrealistyczna zabudowa ulicy w niczym nie nawiązuje do jej przedwojennego wyglądu.

## Upamiętnienia
- Wmurowana w 1952 tablica pamiątkowa na budynku nr 7, gdzie znajdował się dom, w którym urodził się Teofil Lenartowicz[2].